# リダ・バーロヴァ
リダ・バーロヴァ（チェコ語: Lída Baarová、本名：ルドミラ・バブコヴァLudmila Babková）1914年9月7日 - 2000年10月27日）は、チェコ人の女優。チェコスロヴァキアとドイツで多数の映画に出演し一世を風靡した。ナチス・ドイツの宣伝大臣ヨーゼフ・ゲッベルスとの恋愛関係がドイツを揺るがすスキャンダルに発展した。

## 略歴
プラハ市役所職員だった父親と俳優だった母親の下に生まれ、妹のゾルカ・ヤヌーも女優。プラハ音楽院で演技を学び、17歳で映画デビュー。ドイツの映画スタジオに見出され、ベルリンに移る。ドイツ映画界で成功をおさめ、一躍人気女優となる。ハリウッドへも招かれたが断る。
しばしば共演した俳優のグスタフ・フレーリッヒと恋愛関係となり、ベルリン郊外の家で同棲する。この家はゲッベルスの別荘から100メートルしか離れていなかった。1935年1月、撮影所見学に訪れたアドルフ・ヒトラーとヨーゼフ・ゲッベルスから首相官邸に招待され、それ以来ゲッベルスと顔見知りとなる。1936年からはゲッベルスの愛人となり、フレーリッヒとの婚約を解消する。さまざまな女性たちと関係を持つ猟色家のゲッベルスであったが、バーロヴァとの恋愛は真剣そのものであった。
ゲッベルスの妻マクダ・ゲッベルスが夫とバーロヴァの関係に気づき、ヒトラーに相談する。ゲッベルスの子供たちの名付け親だったヒトラーは、ゲッベルスに対してバーロヴァと別れるようにと告げる。しかしゲッベルスは妻と離婚してバーロヴァと再婚し、そのためには宣伝大臣をも辞職してバーロヴァと共に国外に出るとの決意を述べた。夫に裏切られていたマクダ・ゲッベルスも、夫の部下であった宣伝省次席次官カール・ハンケと恋愛関係におちいり、ゲッベルスと離婚してハンケと再々婚する希望を持っていた。しかし、子沢山で「ナチ体制の理想的家族」の典型として宣伝されていたゲッベルス夫妻が離婚することは体制に大きなダメージを与えるとヒトラーは考え、絶対にゲッベルス夫妻の離婚は認めないとの命令をくだす。こうしたヒトラーの決意の前に、ゲッベルスもやむなくバーロヴァに別れを告げることになった。

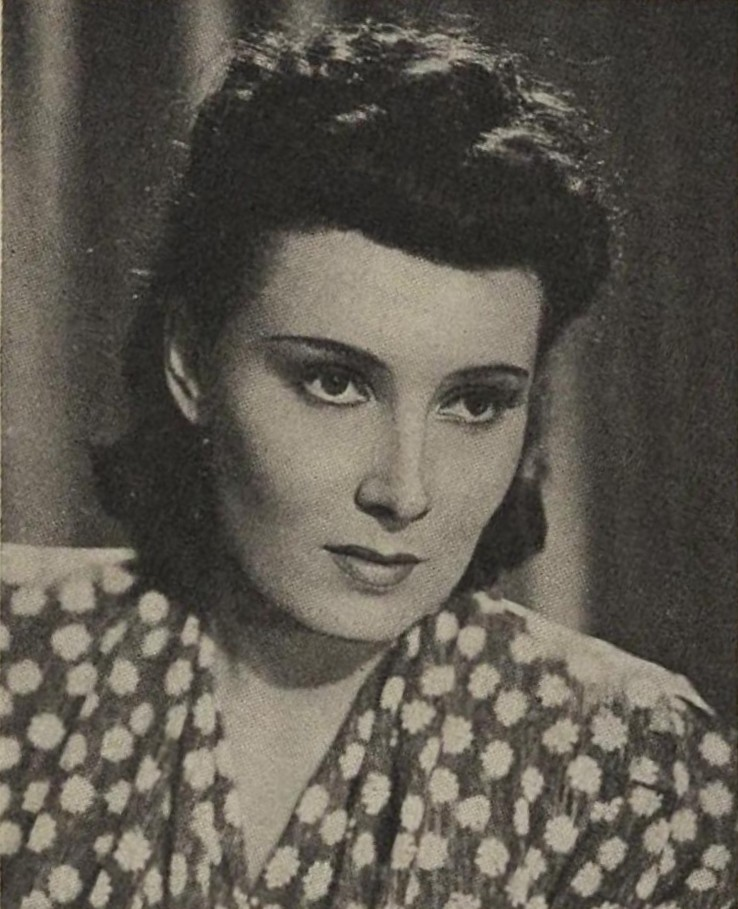
1940年の肖像

この事件によってヒトラーの不興を買ったため、ゲッベルスのライバルたちはこれを利用して彼の勢力を削ろうとはかった。特に執拗だったのは親衛隊の全国指導者であったハインリヒ・ヒムラーであり、ヒムラー配下の親衛隊員はバーロヴァが出演している映画の上映館に出かけていき、さまざまな嫌がらせをして上映中止に追い込んでいった。バーロヴァは映画会社との契約を破棄されてしまい、生まれ故郷のチェコのプラハに戻ることを余儀なくされた。
時を経て、この事件のほとぼりも冷めたと考えたベルリンの映画プロデューサーのひとりがバーロヴァに映画界カムバックの誘いをかけた。しかしこの情報を聞いたマクダ・ゲッベルスは激怒し、元の恋人であったハンケに依頼してプロデューサーを脅迫し、バーロヴァの復帰を阻止した。バーロヴァは1942年にイタリアに移住し、主にコメディやメロドラマに出演するが、1943年にイタリア北部がドイツ軍に占領されたため、またプラハに戻った。
ナチス・ドイツの崩壊が目前に迫っていた戦争最末期、ゲッベルスの秘書のひとりは、ゲッベルスが食い入るように１枚の写真に見入っていることに気づいた。我に返ったゲッベルスはその写真に写っている人物を指さして「どうだ、美しい女性だろう！」と言った。それは、リダ・バーロヴァの写真であった。しばらくの沈黙の後、ゲッベルスは秘書にその写真を渡して「燃やしてしまってくれ」と命じ、背を向けた。
戦後バーロヴァはチェコスロバキア政府により対独協力者として逮捕・裁判を受け、母親も尋問中に急死・妹のゾルカも飛び下り自殺を遂げた。裁判中に同じく拘束されていたヤン・コペッキーと知己となり、証拠不十分で釈放後にチェコスロバキア共産党によるクーデターで共にオーストリアに逃れ結婚する。オーストリアで映画界に復帰するものの、ナチス時代にイギリスに亡命していた大スターであるアントン・ウォルブルック（英語）によって共演を拒絶されたという象徴的な出来事に示されるように、反応は辛辣であった。更に夫とともにアルゼンチンに移住するが、貧困のため夫とは離婚しイタリアに行くことを決意する。イタリアではフェデリコ・フェリーニ監督作品の青春群像 -  I vitelloni （1953年）に出演し、1955年にスペインへ移り住んだ。1957年からオーストリアや西ドイツで演劇活動を再開し、オーストリア滞在時より交際を持った医師のクルト・ルントファールと再婚した。
ビロード革命以降、何度かチェコスロバキアに戻るが薬物依存症とアルコール依存症への依存症で著しく健康を害していた。
晩年、ZDFが制作したヒトラーと6人の側近たちの第1回にはヨーゼフ・ゲッベルスが取り上げられたためゲッベルスについて当時のことをインタビューで語っているシーンが登場する。（上記のドキュメンタリー作品の制作年は1996年と表記されているが撮影年はそれより1、2年ほど前の可能性もある）
2000年10月27日にザルツブルクで死去。プラハで家族と共に埋葬された。

## 出演作品
- ヴェニスの船唄 Barcarole（ドイツ語）（1935年）ドイツ恋愛映画
- スパイ戦線を衝く Verräter（ドイツ語）（1936年）プロパガンダ映画
- 祖国に告ぐ Patrioten（英語）（1937年）
- 青春群像 I Vitelloni （1953年）喜劇。ヴェネツィア国際映画祭 銀獅子賞（1953年）。アカデミー賞脚本賞候補（1958年）[3]

### 注
1. ↑  駐日本大使となって東京に行くことを希望した。